# 東宮たくみ
東宮 たくみ（とうぐう たくみ、1982年12月31日 - ）は、日本の書家・YouTuber。本名、東宮 拓実（読み同じ）。神奈川県川崎市出身。東宮たくみ書道教室主宰。

## 経歴
- 2001年：神奈川県立新城高等学校卒業
- 2002年 - 2003年：北京語言文化大学（現在の北京語言大学）に語学留学
- 2006年：東京学芸大学教育学部芸術文化課程（G類）書道専攻卒業
- 2009年：東京・銀座に東宮たくみ書道教室を開業[4]

## 個展活動
- 2007年「はじまりのはじまり」（ギンザギャラリーハウス）
- 2008年「CROSS」（ギンザギャラリーハウス）

### 映画
- 僕と妻の1778の物語（2011年1月15日公開） - 牧村朔太郎（草彅剛）の手元吹き替え、並びに原稿の文字を担当

### テレビ
- 笑殿（2008年8月 - 9月、日本テレビ） - 番組内の大喜利で使われる看板・掛け軸の文字を担当
- 日本史サスペンス劇場（2008年11月12日、日本テレビ） - 再現VTRで使用される、毛筆の文字を担当
- 妻は見た!偉人のすっぴん ～ある夫婦の愛の物語～（2009年4月18日、日本テレビ） - 再現VTRで使用される、毛筆の文字を担当
- おまえなしでは生きていけない ～猫を愛した芸術家の物語～（2011年6月30日、NHK BSプレミアム） - 夏目漱石の手紙文などの文字を担当
- 和風総本家（2011年12月29日、テレビ東京） - 年賀状や箸袋などに書く文字を担当
- 37歳で医者になった僕〜研修医純情物語〜（2012年4月 - 6月、フジテレビ） - 木島啓一（甲本雅裕）の手元吹き替えを担当
- 東京留学（2012年6月 - 9月、フジテレビ） - 題字を担当

## 出版

### 単著
- クセ字が生まれ変わる美文字練習帖（KADOKAWA）2020年11月、ISBN 978-4048968744
- 漢字をかっこよく書いて、楽しく覚える! 小学漢字100選（KADOKAWA）2021年7月、ISBN 978-4046052209

### 雑誌
- 女性セブン（小学館） 2009年3月26日号
- Ray（主婦の友社） 2009年4月号
- nina's（祥伝社） 2011年7月号
- BRUTUS（マガジンハウス） 2012年11月15日号

### ムック本
- 知っておきたい美しい手紙、はがきの書き方（笠倉出版社） 2013年3月、ISBN 978-4-7730-1951-3 - 手本執筆・書き方のコツなどを監修
- 動画でわかる ペン字練習帳（辰巳出版） 2018年7月、ISBN 978-4777821440

### 新聞
- 日経MJ（日本経済新聞社） 2009年1月7日

## 出演

### テレビ
- 目線体感バラエティー アイ・ムービーズ（2008年9月26日、フジテレビ） - 『「第五話 「体感!字は心の鏡!書の道を極めた若き達筆王子」』に出演
- ザ!鉄腕!DASH!!（2009年6月7日、日本テレビ） - 東宮たくみ書道教室のレッスン風景が紹介される
- クイズ雑学王!芸能人最強No.1決定戦SP!!（2009年9月16日、テレビ朝日） - 書道に関する雑学の問題の解説者として出演
- あさイチ（2010年9月21日、NHK） - 美文字合コンの講師として出演
- ワールドビジネスサテライト（2011年10月3日、テレビ東京） - 番組内のコーナー「トレンドたまご」に出演

### ラジオ
- BlueOcean（東京FM） - 「銀座美人」のコーナーに出演

## エピソード
東宮（とうぐう）は本名であるが、皇族と直接的な縁はない。